# Idaea europaea
Idaea europaea là một loài bướm đêm trong họ Geometridae.